# 吴凡吾
吴凡吾（1918年8月—2014年1月27日），男，浙江定海人，生于上海，中华人民共和国政治人物。

## 生平
毕业于延安抗大第四期，后加入新四军。
1950年1月后，任中央食品工业部干部组组长、国务院专家工作局副局长，国务院外事办公室对外援助组西方组组长。之后供职于中华人民共和国外交部美大司副司长，中国驻澳大利亚使馆政务参赞。1980年1月，任国务院外国专家局副局长、局长。2014年去世。